# Porta santa

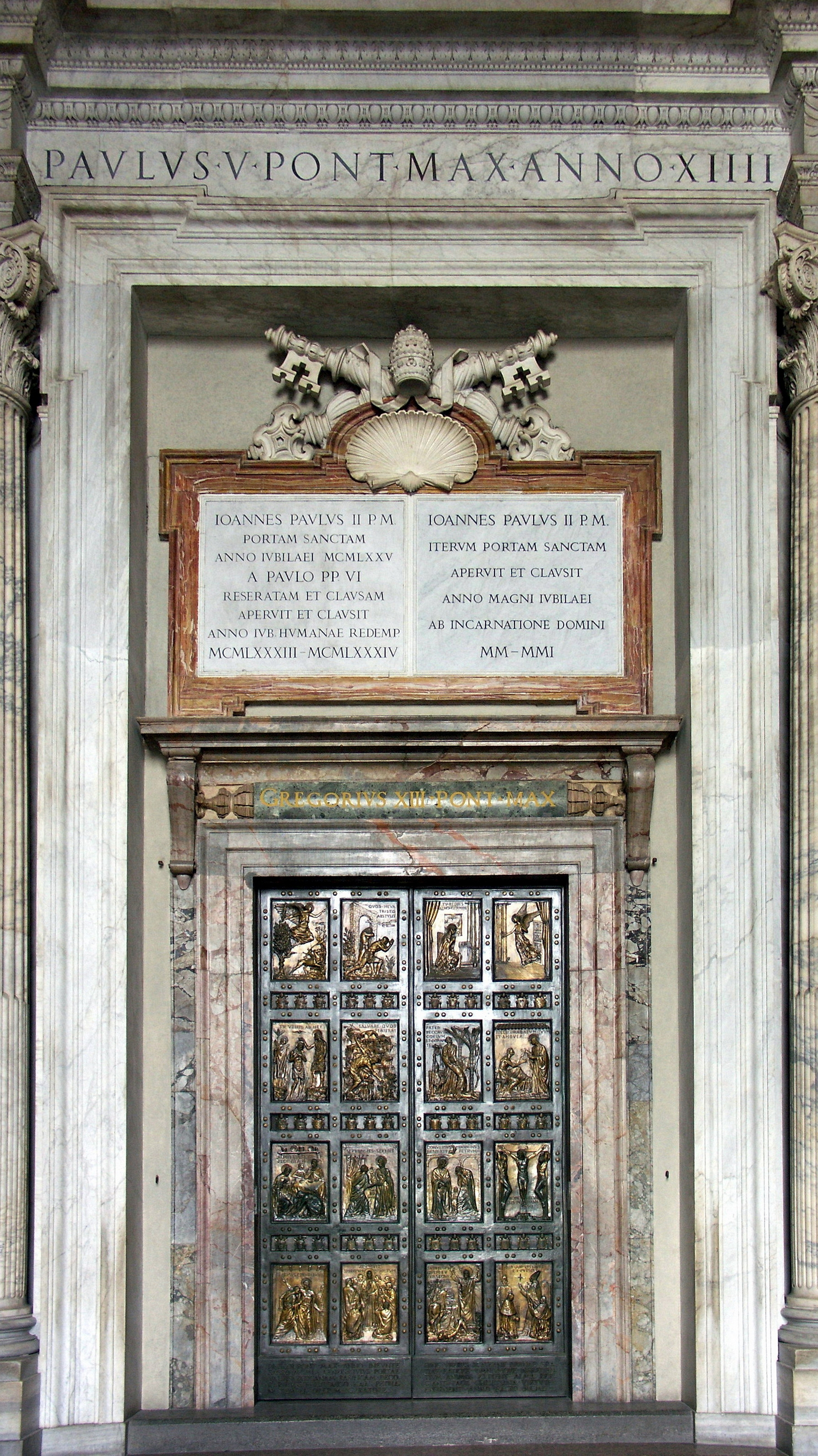
La porta santa della basilica di San Pietro, opera dello scultore Vico Consorti fusa a Firenze dalla Fonderia Artistica Ferdinando Marinelli

La porta santa è quella porta di una basilica che viene murata per essere aperta solo in occasione di un giubileo.
La prima porta santa creata nella storia della cristianità è quella della Basilica di Santa Maria di Collemaggio a L'Aquila: la chiesa fu fondata nel 1288 per volere di papa Celestino V, che qui fu incoronato papa il 29 agosto 1294, ed è considerata la massima espressione dell'architettura abruzzese, oltre che il simbolo della città, ed è stata dichiarata monumento nazionale nel 1902. Dal 1327 ospita le spoglie del pontefice, attualmente conservate all'interno del mausoleo di Celestino V, realizzato nel 1517 ad opera di Girolamo Pittoni, maestro di Andrea Palladio. Qui si tiene un giubileo annuale, il primo della storia, istituito con la Bolla del Perdono del 29 settembre 1294, oggi noto con il nome di Perdonanza Celestiniana e classificato tra i patrimoni orali e immateriali dell'umanità dell'UNESCO; pertanto la basilica è caratterizzata dalla presenza di una Porta Santa sulla facciata laterale. La seconda indicazione di una porta santa giubilare risale al 1423: si trattava di una soglia in San Giovanni in Laterano. Si hanno notizie certe del rito di apertura della porta santa della basilica di San Pietro a partire dal 1500 con papa Alessandro VI.

## Descrizione

### Porte Sante

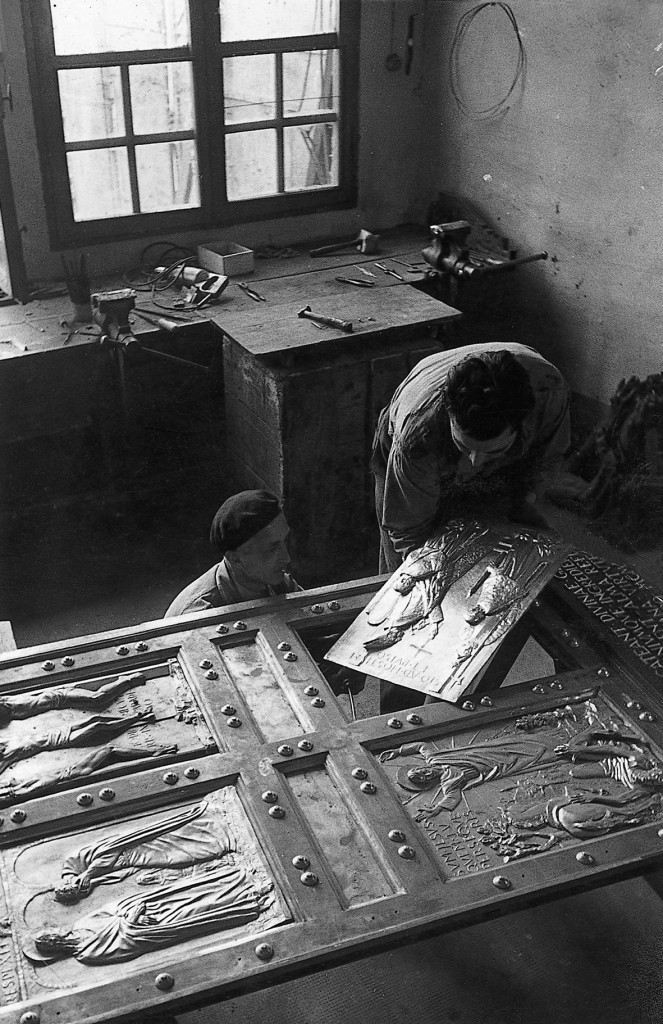
Porta Santa di Vico Consorti durante la sua realizzazione presso la Fonderia Artistica Ferdinando Marinelli di Firenze

Le porte sante sono ingressi speciali presenti in alcune chiese cattoliche, attraverso i quali i fedeli possono ricevere l'indulgenza plenaria attraversandole in occasione di particolari giubilei o festività. Le più note sono quelle delle quattro basiliche maggiori di Roma, ma anche altre chiese nel mondo hanno una porta santa, concessa dalla Santa Sede per eventi o celebrazioni significative.

#### Le porte sante delle basiliche maggiori di Roma[1]
A Roma, le quattro basiliche maggiori sono dotate di una porta santa:
- Basilica di San Pietro in Vaticano: la porta è un'opera dello scultore Vico Consorti, realizzata presso la Fonderia Artistica Ferdinando Marinelli a Firenze.
- Basilica di San Paolo fuori le mura: creata dallo scultore Antonio Maraini.
- Basilica di San Giovanni in Laterano: opera dello scultore Floriano Bodini.
- Basilica di Santa Maria Maggiore: progettata dallo scultore bolognese Luigi Enzo Mattei.

#### Porte sante fuori Roma
Oltre alle basiliche romane, varie altre chiese, tradizionalmente mete di pellegrinaggio, hanno porte sante concesse dal Papa. Di seguito sono elencate alcune delle porte sante riconosciute ufficialmente in perpetuo dalla Santa Sede:
- Basilica di Santa Maria di Collemaggio, L'Aquila: situata in Abruzzo, questa porta santa, la più antica fuori Roma, è associata alla Perdonanza Celestiniana che fu istituita nel 1294 da Papa Celestino V, mentre la porta è successiva.
- Cattedrale di Atri: documentata dal 1295, questa porta santa è aperta annualmente dal 14 al 22 agosto. Non è chiaro se il privilegio fu concesso da Papa Celestino V o da Papa Bonifacio VIII.
- Cattedrale di Santiago de Compostela, Spagna: concessa da Papa Alessandro III il 25 luglio 1178 con la bolla papale Regis Æterni, in occasione della festa di San Giacomo, patrono della Spagna.
- Santuario di San Giovanni Vianney, Ars-sur-Formans, Francia: il privilegio fu concesso da Papa Benedetto XVI nel luglio 2007, in occasione del 150º anniversario della morte di San Giovanni Vianney.
- Cattedrale di Guardialfiera, Molise: la porta è aperta annualmente il 1° e 2 giugno. È stata istituita nel 1053 da Papa Leone IX. Il privilegio è stato confermato in perpetuo da Sua Santità Papa Benedetto XVI il 13 dicembre 2007.[2]
- Cappella della Pontificia Università di Santo Tomas, Manila, Filippine: Papa Benedetto XVI ha autorizzato questa porta santa il 21 dicembre 2010, per celebrare il 400º anniversario dell'università nel 2011.
- Cattedrale Notre-Dame di Québec, Quebec city, Canada: Papa Francesco ha concesso l'apertura di una porta santa l'8 dicembre 2013, per il 350º anniversario della fondazione della prima parrocchia cattolica del Nord America, a nord del Messico.[3]

#### Giubileo straordinario della misericordia
In occasione del Giubileo straordinario della misericordia (2015-2016), papa Francesco ha concesso l'apertura di porte sante in tutte le cattedrali del mondo, affidando agli episcopi locali la possibilità di designarne anche altre in luoghi significativi.
Ad esempio, in India, la porta santa della Cattedrale del Sacro Cuore a Nuova Delhi fu aperta il 12 dicembre 2015, in coincidenza con l'inizio del Giubileo della Misericordia, posticipato di quattro giorni rispetto all'Italia per motivi locali.
Le porte sante rappresentano un simbolo di penitenza, rinnovamento spirituale e riconciliazione per i fedeli cattolici di tutto il mondo.

### Interpretazione secondo la tradizione biblica
La porta, immagine di Cristo, è luogo di transito verso il bene (Giovanni 10, 9; 10, 1; Matteo 16, 19). La porta giubilare è Cristo stesso che introduce nella città celeste, che perdona le colpe e rimette le pene. Nell'Antico Testamento il libro di Ezechiele (46, 1-3) afferma che la porta è il luogo attraverso il quale l'uomo passa per incontrare Dio.

### Porta santa nel giubileo

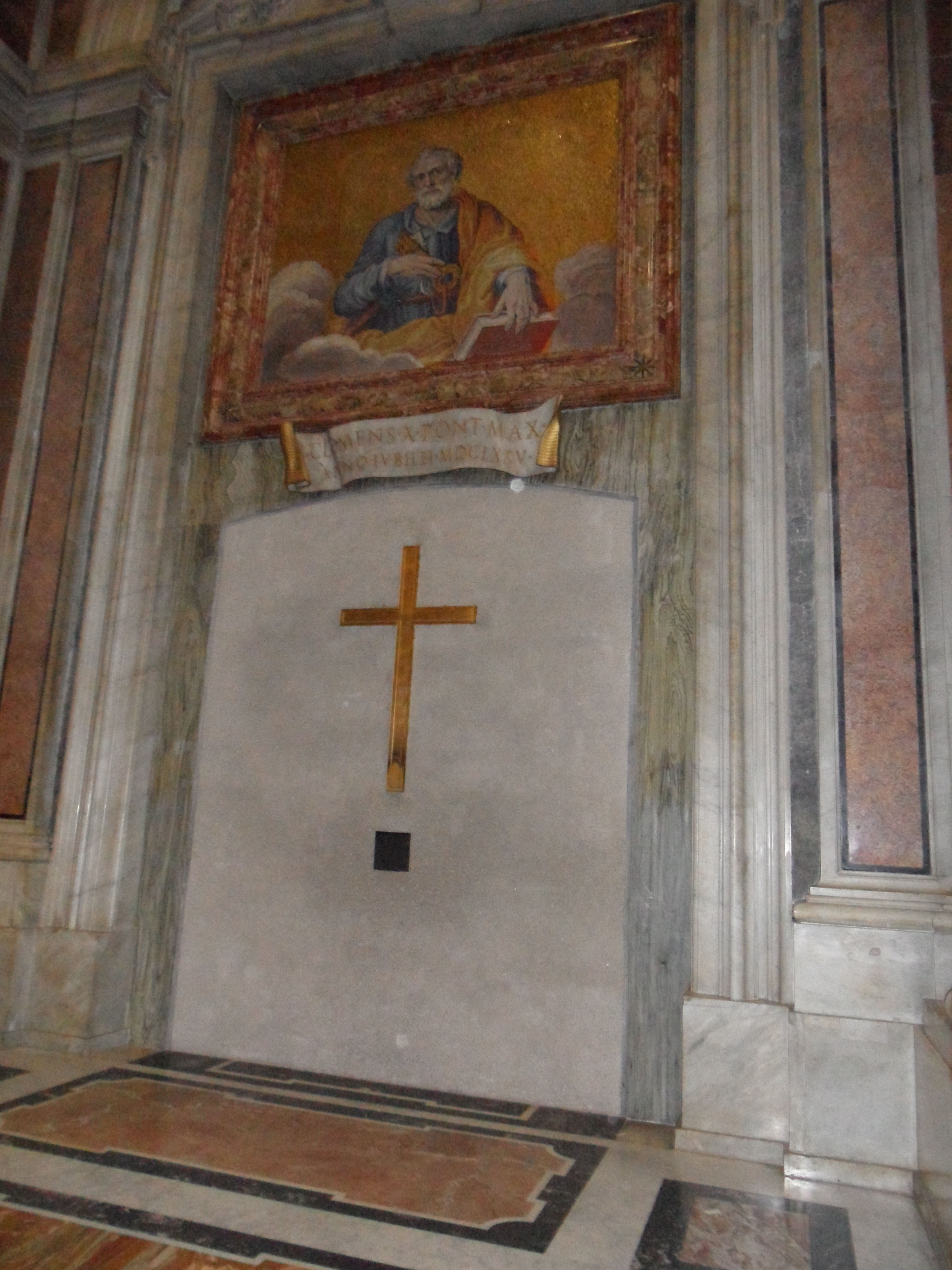
Retro della Porta santa murata (Basilica di San Pietro in Vaticano)

Il rito più conosciuto del giubileo è proprio l'apertura della porta. Il rito della porta santa esprime simbolicamente il concetto che, durante il giubileo, è offerto ai fedeli un "percorso straordinario" verso la salvezza.
L'inizio ufficiale del giubileo avviene con l'apertura della porta santa della basilica di San Pietro. Le porte sante delle altre basiliche vengono aperte nei giorni successivi. In passato la porta veniva smurata parzialmente prima della celebrazione, lasciando un diaframma che il papa rompeva con un martelletto; quindi gli operai completavano la demolizione. Questo avvenne fino al giubileo del 1975 quando caddero vicino a Paolo VI dei pesanti calcinacci: nel Giubileo del 1983, quindi, Giovanni Paolo II ha usato un rito leggermente diverso: il muro è stato rimosso in anticipo lasciando solo la porta chiusa che il papa aprì usando lo storico martelletto d'argento. In occasione del Giubileo del 2000 invece ha riformato nuovamente il rito, togliendo il martelletto e sostituendolo con l'apertura attraverso una spinta del Pontefice. La Porta Santa chiude di notte nel periodo dell'Anno Santo, per poi venire murata a conclusione dello stesso.

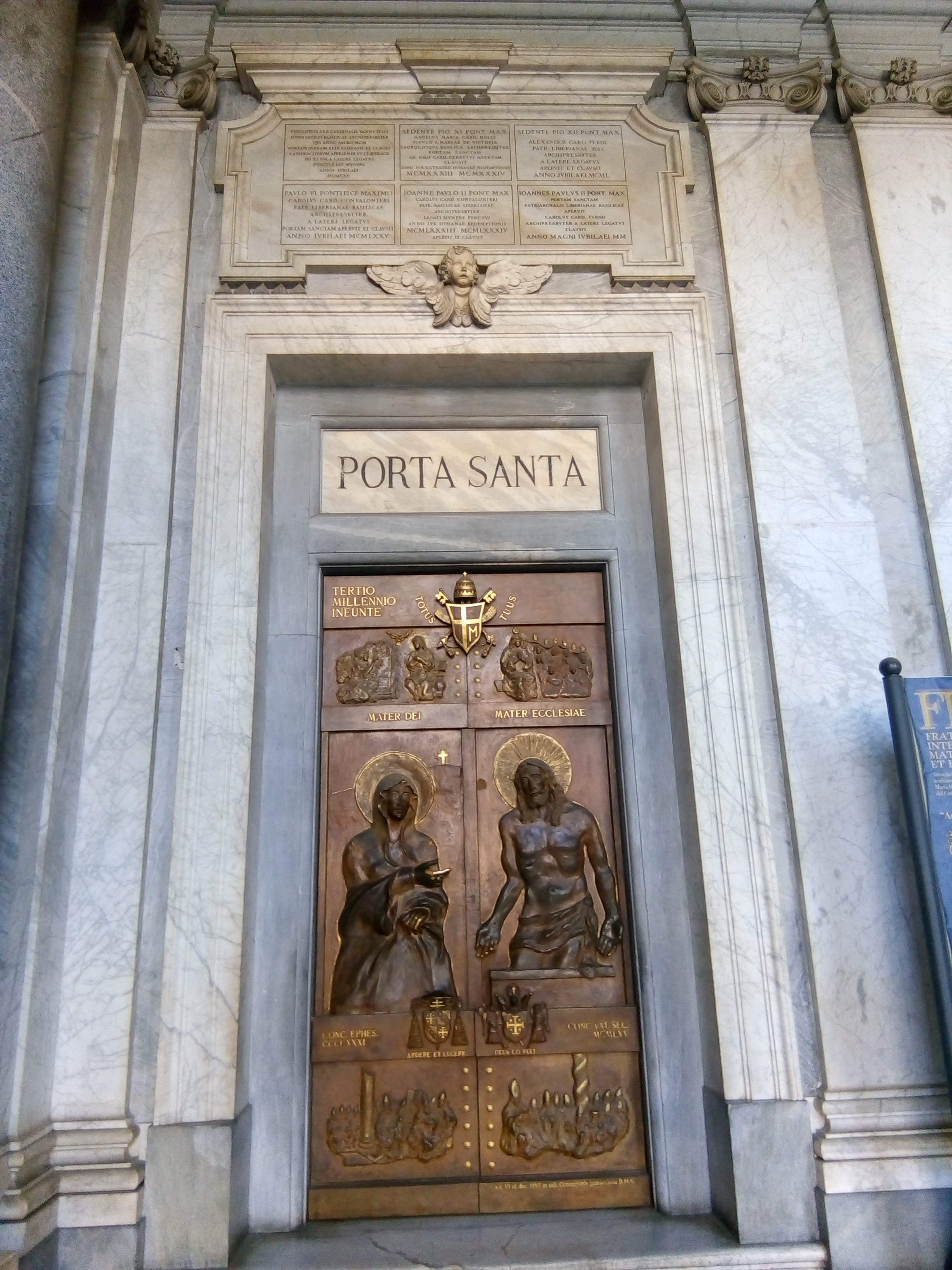
Una porta santa a Roma